# Cast, Finistère
Cast (tiếng Breton: Kast) là một xã của tỉnh Finistère, thuộc vùng Bretagne, miền tây bắc Pháp.

## Dân số
Người dân ở Cast được gọi là Castois.